# Dos Dedos Mis Amigos
Dos Dedos Mis Amigos (в переводе с исп. — «Мои друзья — два пальца») — пятый студийный альбом британской рок-группы Pop Will Eat Itself, выпущенный лейблом Infectious Records в Великобритании, и Nothing и Interscope Records в США 19 сентября 1994 года.

## Об альбоме
Работа над материалом для Dos Dedos Mis Amigos шла в период с 1993 по 1994 год. Стилистически альбом наиболее приближён к индастриалу и хип-хопу, хотя при записи музыкантами использовалось минимальное количество семплов. Во время записи диска предполагалось сотрудничество Pop Will Eat Itself с лидером американской индастриал-группы Nine Inch Nails Трентом Резнором, поскольку музыканты присоединились к лейблу Резнора Nothing Records. Уже после релиза Dos Dedos Mis Amigos группы провели совместный концертный тур и планировалось, что продюсером следующей пластиники станет именно Трент Резнор. Но этого так и не произошло. В дальнейшем Клинт Мэнселл будет сотрудничать с Резнором, однако уже не в составе Pop Will Eat Itself.
Тексты песен Dos Dedos Mis Amigos во многом посвящены проблемам расизма. В частности, в композициях «Ich Bin Ein Auslander» и «Everything’s Cool» музыкантами критикуется полное бездействие британского правительства в случаях нетерпимости и насилия над расово отличающимися людьми.

## Список композиций
Слова и музыка всех песен — Pop Will Eat Itself.
| №   | Название                | Длительность |
| --- | ----------------------- | ------------ |
| 1.  | «Ich Bin Ein Auslander» | 3:59         |
| 2.  | «Kick to Kill»          | 3:24         |
| 3.  | «Familus Horribilus»    | 4:03         |
| 4.  | «Underbelly»            | 3:58         |
| 5.  | «Fatman»                | 3:17         |
| 6.  | «Home»                  | 3:36         |
| 7.  | «Cape Connection»       | 4:59         |
| 8.  | «Menofearthereaper»     | 6:27         |
| 9.  | «Everything’s Cool»     | 4:17         |
| 10. | «R.S.V.P.»              | 3:32         |
| 11. | «Babylon»               | 5:04         |

| №  | Название      | Длительность |
| -- | ------------- | ------------ |
| 1. | «Intense»     | 9:48         |
| 2. | «C.P. I #2»   | 6:29         |
| 3. | «Wild West»   | 5:43         |
| 4. | «Let It Flow» | 5:20         |

Семплы
- «Ich Bin Ein Auslander»: «Kashmir» группы Led Zeppelin, заглавная тема фильма «Терминатор 2: Судный день» от Брэда Фиджеральда.
- «Everything’s Cool»: «Thieves» группы Ministry.
- «Familus Horribilus»: «Symptom of the Universe» группы Black Sabbath.

## Участники записи
- Клинт Мэнселл — вокал
- Адам Моул — гитара
- Ричард Марч — гитара
- Роберт «Фазз» Таунсенд — барабан
- The Designers Republic — дизайн

## Позиции в чартах
| Чарт (1994)     | Высшая позиция |
| --------------- | -------------- |
| UK Albums Chart | 11             |

## Дополнительные факты
- Фраза «Dos Dedos Mis Amigos» с испанского можно перевести как «мои друзья — два пальца». Такое же название, но в английском варианте было применено к следующему релизу Pop Will Eat Itself — альбому ремиксов Two Fingers My Friends!, вышедшем в 1995 году.
- Название трека «Ich Bin Ein Auslander» с немецкого переводится как «я иностранец», но на всех изданиях альбома слово «auslander» написано без умляута, что является ошибкой.
- Большая часть треков Dos Dedos Mis Amigos использована в саундтреке к видеоигре для PlayStation Loaded.